# Vân Phù
Vân Phù (tiếng Trung: 云浮; bính âm: Yúnfú) là một địa cấp thị ở phía tây tỉnh Quảng Đông, Cộng hòa Nhân dân Trung Hoa. Vân Phù giáp Triệu Khánh về phía bắc, Phật Sơn về phía đông, Giang Môn về phía tây nam, Dương Giang về phía nam, Mậu Danh về phía tây nam, và khu tự trị Quảng Tây về phía tây.

## Hành chính
Địa cấp thị Vân Phù quản lý 5 đơn vị cấp huyện, bao gồm 2 khu, 1 phó địa cấp thị và 2 huyện.
- Quận Vân Thành (云城区)
- Quận Vân An (云安县)
- Phó địa cấp thị La Định (罗定市)
- Huyện Tân Hưng (新兴县)
- Huyện Úc Nam (郁南县)